# Peal de Becerro
Peal de Becerro er en by og kommune i det sydlige Spanien i provinsen Jaén. Den har et indbyggertal på 5.276 (2024) indbyggere.